# Pentoksiverin
Pentoksiverin (INN), ili karbetapentan je supresant kašlja. On se prodaje na slobodno u SAD, obično u kombinaciji sa drugim lekovima, naročito dekongestantima. On se često koristi za kašalj usled bolesti kao što je prehlada. Certuss je jedan takov proizvod koji sadrži kombinaciju guaifenesina i pentokisverina.
Pentoksiverin se ne preporučuje za upotrebu kod dece od 2 - 12 godina starosti.